# Правительства Пятой французской республики
Правительства Пятой французской республики — кабинеты министров периода Пятой республики во Франции:

## Президент Шарль де Голль (1959—1969)
Правительства, назначенные Шарлем де Голлем, президентом с 8 января 1959 года по 28 апреля 1969 года:
- правительство Дебре с 9 января 1959 по 14 апреля 1962;
- правительство Помпиду (1) с 14 апреля 1962 по 7 декабря 1962;
- правительство Помпиду (2) с 7 декабря 1962 по 8 января 1966.
- правительство Помпиду (3) с 8 января 1966 по 8 апреля 1967;
- правительство Помпиду (4) с 8 апреля 1967 по 10 июля 1968;
- правительство Кув де Мюрвиля с 10 июля 1968 по 20 июня 1969.

## Президент Жорж Помпиду (1969—1974)
Правительства, назначенные Жоржом Помпиду, президентом с 20 июня 1969 года по 2 апреля 1974 года:
- правительство Шабан-Дельмаса с 20 июня 1969 по 5 июля 1972;
- правительство Мессмера (1) с 6 июля 1972 по 5 апреля 1973;
- правительство Мессмера (2) с 5 апреля 1973 по 1 марта 1974;
- правительство Мессмера (3) с 1 марта 1974 по 27 мая 1974.

## Президент Валери Жискар д’Эстен (1974—1981)
Правительства, назначенные Жискар д’Эстеном, президентом с 19 мая 1974 года по 19 мая 1981 года:
- правительство Ширака (1) с 27 мая 1974 по 25 августа 1976;
- правительство Барра (1) с 27 августа 1976 по 29 марта 1977;
- правительство Барра (2) с 29 марта 1977 по 31 марта 1978;
- правительство Барра (3) с 31 марта 1978 по 13 мая 1981.

## Президент Франсуа Миттеран (1981—1995)
Правительства, назначенные Франсуа Миттераном, президентом с 21 мая 1981 года по 17 мая 1995 года:
- Первый мандат с 21 мая 1981 года по 21 мая 1988 года:
  - правительство Моруа (1) с 22 мая 1981 по 23 июня 1981;
  - правительство Моруа (2) с 23 июня 1981 по 23 марта 1983;
  - правительство Моруа (3) с 23 марта 1983 по 17 июля 1984;
  - правительство Фабиуса с 17 июля 1984 по 20 марта 1986;
  - правительство Ширака (2) с 20 марта 1986 по 10 мая 1988.
- Второй мандат с 21 мая 1988 года по 17 мая 1995 года:
  - правительство Рокара (1) с 10 мая 1988 по 22 июня 1988;
  - правительство Рокара (2) с 23 июня 1988 по 15 мая 1991;
  - правительство Крессон с 15 мая 1991 по 31 марта 1992;
  - правительство Береговуа с 2 апреля 1992 по 28 марта 1993;
  - правительство Балладюра с 29 марта 1993 по 16 мая 1995.

## Президент Жак Ширак (1995—2007)
Правительства, назначенные Жаком Шираком, президентом с 17 мая 1995 года по 16 мая 2007 года:
- Первый мандат с 17 мая 1995 года по 17 мая 2002 года:
  - правительство Жюппе (1) с 18 мая 1995 по 7 ноября 1995;
  - правительство Жюппе (2) с 7 ноября 1995 по 2 июня 1997;
  - правительство Жоспена с 4 июня 1997 по 6 мая 2002.
- Второй мандат с 17 мая 2002 года по 16 мая 2007 года:
  - правительство Раффарена (1) с 7 мая 2002 по 17 июня 2002;
  - правительство Раффарена (2) с 17 июня 2002 по 30 марта 2004;
  - правительство Раффарена (3) с 30 марта 2004 по 31 мая 2005;
  - правительство де Вильпена с 31 мая 2005 по 15 мая 2007.

## Президент Николя Саркози (2007—2012)
Правительства, назначенные Николя Саркози, президентом с 16 мая 2007 по 15 мая 2012 года:
- правительство Фийона (1) с 18 мая 2007 по 18 июня 2007;
- правительство Фийона (2) с 19 июня 2007 по 13 ноября 2010;
- правительство Фийона (3) с 14 ноября 2010 по 10 мая 2012.

## Президент Франсуа Олланд (2012—2017)
Правительства, назначенные Франсуа Олландом на посту президента республики с 15 мая 2012 года по 10 мая 2017 года:
- правительство Эро (1) с 15 мая 2012 года по 18 июня 2012 года;
- правительство Эро (2) с 18 июня 2012 года по 31 марта 2014 года;
- правительство Вальса (1) с 2 апреля 2014 года по 26 августа 2014 года;
- правительство Вальса (2) с 26 августа 2014 года по 6 декабря 2016 года;
- правительство Казнёва с 6 декабря 2016 года по 15 мая 2017 года.

## Президент Эмманюэль Макрон (2017 — по настоящее время)
Правительства, назначенные Эмманюэлем Макроном на посту президента республики с 14 мая 2017 года по н. в.:
- Первый мандат с 14 мая 2017 года по 13 мая 2022 года:
  - правительство Филиппа (1) с 15 мая по 21 июня 2017 года
  - правительство Филиппа (2) с 21 июня 2017 по 3 июля 2020 года
  - правительство Кастекса с 4 июля 2020 по 16 мая 2022 года
- Второй мандат с 13 мая 2022 года по н. в.:
  - правительство Борн (1) с 17 мая по 4 июля 2022 года
  - правительство Борн (2) с 4 июля 2022 года по 9 января 2024 года
  - правительство Атталя с 9 января по 5 сентября 2024 года
  - правительство Барнье с 5 сентября по 13 декабря 2024 года
  - правительство Байру с 13 декабря 2024 года